# Winford Boynes
Pour les articles homonymes, voir Boynes (homonymie).
Winford Gladstone Boynes III, Winford Boynes, né le 17 mai 1957 à Greenville, est joueur de basket-ball américain.